# Caldeirada
La caldeirada è una zuppa di pesce portoghese e galiziana (regione della Spagna nordoccidentale). 

## Caratteristiche
La zuppa è composta da un'ampia varietà di pesce e patate, insieme ad altri ingredienti. Il piatto è stato descritto come "un pasticcio di pesce che varia da città a città e dipende da ciò che i pescatori sono riusciti a catturare". La caldeirada è simile ad altri tipi di zuppa di pesce stufata, come la bouillabaisse francese, la kakavia greca, la zarzuela spagnola e il cacciucco italiano.
Un libro di cucina afferma che il piatto consiste tipicamente in "una miscela composta per metà da pesce magro e per metà da pesce grasso", insieme a crostacei come vongole e cozze e spesso anche calamari o polpi. Questa ricetta utilizza due tipi di pesce grasso ( sgombro, pesce spada o tonno) e due tipi di coregone magro (merluzzo, rana pescatrice, nasello, platessa ed eglefino).
Un altro libro di cucina dà come una varietà tipica in una caldeirada: il grongo, lo squalo angelo, le spigole o orate, la gallinella rossa, le sardine, i gamberetti e le vongole.
Un altro libro di cucina consiglia circa 11 once di pesce a persona. Altri componenti del piatto includono verdure (come patate, cipolle, peperoni verdi, pomodori e passata di pomodoro o concentrato di pomodoro); spezie (come sale e pepe nero, alloro, coriandolo, prezzemolo, paprika dolce e piccante, pepe bianco, origano) e altri ingredienti (come vermicelli, olio d'oliva, pimento, vino porto, vino bianco e whisky o brandy). Alcune ricette non aggiungono sale alla caldeirada, perché la salinità dei crostacei è sufficiente.
La Caldeirada è anche conosciuta in Brasile, ex colonia portoghese, dove è stata descritta come una zuppa di pesce di fiume e coriandolo.